# Sony Xperia ZL
Das Sony Xperia ZL (oder Xperia Odin / Xperia C650x), in Brasilien als Sony Xperia ZQ vermarktet, ist ein 5-Zoll-Oberklasse-Smartphone, welches von Sony Mobile entwickelt und vermarktet wird. Das ZL wurde von Sony auf der CES im Januar 2013 angekündigt. Das Gerät wird mit Android 4.1 „Jelly Bean“ ausgeliefert. Ein Update auf Android 5.1.1 Lollipop ist verfügbar. Verkaufsstart in Deutschland war der 5. April 2013. Es unterstützt die HDR-Bildaufnahme und besitzt ein Full-HD Display (1080 × 1920) mit einer Pixeldichte von 442 ppi. Das Xperia ZL ist eine kompaktere und günstigere Variante des Xperia Z. Die wichtigsten Unterschiede zum Xperia Z sind der fehlende Wasser- und Staubschutz, die Rückseite aus Kunststoff und die Größe.

## Hardware
Das Xperia ZL verfügt über ein 5 Zoll großes TFT-Touchscreen-Display und ist mit einer 13,1-Megapixel-Kamera mit Exmor-R-CMOS-Sensor für schlechtere Lichtverhältnisse ausgestattet. Die Kamera unterstützt Videoaufnahmen mit einer Auflösung von bis zu 1080p.
Der 16 GB große Speicher ist erweiterbar per microSD-Karte um bis zu 32 GB (SDHC) beziehungsweise um 64 GB (SDXC) seit Android 4.2.2.
Es ist in den Farben Schwarz, Weiß und Rot erhältlich.

### Kamera und Video
- 13-Megapixel-Kamera mit Exmor RS, Fotoblitz und Autofokus
- 2-Megapixel-Frontkamera mit Full HD
- 16-facher Digitalzoom
- HD-Videoaufnahmen (1080p)
- HDR-Bildaufnahme
- Blitz-/Impuls-LED und Blitzlicht
- Gesichtserkennung
- Geotagging
- Bildstabilisierung
- Rote-Augen-Reduktion
- Motiverkennung
- Selbstauslöser
- Ins Internet stellen
- Sony Exmor R Sensor
- Schwenkpanoramafunktion
- Touch-Fokus

### Konnektivität und Kommunikation
- 3,5-mm-Audiobuchse (CTIA)
- A-GPS
- Bluetooth 4.0
- DLNA
- GLONASS
- Infrarot-Fernbedienung
- Media Go
- MTP-Unterstützung (Media Transfer Protocol)
- MHL-Unterstützung
- microUSB-Unterstützung
- Native USB-Anbindung (Tethering)
- NFC
- PC Companion
- Throw
- Synchronisierung über Exchange ActiveSync, Google Sync und Facebook
- TV-Ausgang
- USB-High-Speed-2.0-Unterstützung
- WLAN-Hotspot-Funktion
- Wi-Fi Direct
- eCompass
- NeoReader Barcode-Scanner

### Speicher
- interner Telefonspeicher: 16 GB (nutzbar 11 GB)
- RAM: 2 GB
- Speichererweiterung: microSD, bis zu 32 GB

(Seit dem letzten Update auf Android 4.2.2 werden auch microSD-Karten bis 64 GB unterstützt)

### Netzwerk
- GSM GPRS/EDGE 850, 900, 1.800, 1.900 MHz
- UMTS HSPA+ (Bänder 1, 5 und 8 oder Bänder 1, 2, 4, 5 und 8)
- LTE (Bänder 1, 3, 5, 7, 8 und 20 oder Bänder 1, 2, 4, 5 und 17)

### Anzeige
- 12,7 cm (5 Zoll), 1.920 × 1.080 Pixel, 16.777.216 Farben
- Sony Mobile BRAVIA Engine 2
- Splitterbeständige Beschichtung auf kratzfestem Glas
- Kapazitiver Sensorbildschirm mit QWERTZ-Bildschirmtastatur
- Screenshot-Erfassung

### Unterhaltung
- xLOUD Experience – Audiofiltertechnologie von Sony
- 3D-Surround-Sound
- Bluetooth Stereo (A2DP)
- Musik-Klingeltöne (MP3/AAC)
- TrackID Musikerkennungs-App
- WALKMAN App (Media-Player)
- 3D-Spiele
- Bewegungsspiele
- PlayStation-zertifiziert
- Sony Entertainment Network
- Video-Streaming
- YouTube
- Facebook-App

## Software
Das Betriebssystem des Xperia ZL ist im Auslieferungszustand Googles Android in der Version 4.1.2 („Jelly Bean“).
Auf das Betriebssystem hat Sony seine eigene Benutzeroberfläche Sony UI gelegt.
Im Juni 2013 folgte ein Update auf Android 4.2.2 („Jelly Bean“), im Dezember 2013 ein Update auf Android 4.3 („Jelly Bean“) und im September 2014 ein Update auf Android 4.4.4 („KitKat“). Im Mai 2015 wurde Android 5.0.2 („Lollipop“) für das Xperia Z, das Xperia ZL und das Xperia Tablet Z ausgeteilt. Im September 2015 folgte für diese Geräte Android 5.1.1 („Lollipop“).

### Vorinstallierte Anwendungen
- Google Play
- Google Suche
- Google Sprachsuche
- Google Maps mit Street View
- Google Chrome Webbrowser
- Google Talk
- Google Mail